# Шило, Пётр Андреевич
Пётр Андреевич Шило (9 декабря 1918 — 27 ноября 2000) — советский руководящий работник, участник Великой Отечественной войны. Герой Социалистического Труда (1976).

## Биография
Родился 9 декабря 1918 года в селе Ставище (Таращанский уезд, Киевская губерния, ныне Ставищенский район, Киевская область, Украина) в крестьянской семье. По национальности — украинец. Обучался в средней школе в селе Роскошная (ныне Ставищенсий район), которую окончил в 1937 году. В 1939 году поступил в Киевский индустриальный институт.
После начала Великой Отечественной войны оказался на оккупированной немецкими войсками территории. В августе 1942 года нашёл партизанский отряд и до освобождения Киевской области состоял в партизанском отряде имени Чкалова.
С января по май 1944 года участвовал в восстановлении Ставищенской машинно-тракторной станции. Потом продолжил учёбу в Киевском индустриальном институте, который был к тому времени восстановлен. В 1947 году окончил этот институт. После окончания института трудился на Киевском заводе реле и автоматики. Начал работать в должности инженера в отделе технического контроля, в 1954 году стал главным инженером этого завода, а в 1962 году стал директором завода. Киевский завод реле и автоматики вёл производство широкого спектра реле, которые имели самое разное назначение. В 1950 году вступил в ВКП(б).
12 марта 1976 года указом Президиума Верховного Совета СССР «за выдающиеся производственные успехи и высокие качественные показатели, достигнутые в выполнении заданий девятой пятилетки» Петру Андреевич Шило было присвоено звание Героя Социалистического Труда.
В 1976 году стал генеральным директором производственного объединения «Точэлектроприбор», которое объединило в себе пять предприятий отрасли. Значительную составляющую в продукции производимой объединением была продукция оборонного назначения. С 1980 года по 1985 год был членом Комитета народного контроля УССР. В 1989 году Пётр Шило ушёл на пенсию, но продолжал работать на должности гендиректора. В начале 90-х в результате денационализации предприятия проиграл выборы коллектива завода на должность директора завода своему заместителю по сбыту Масолу Игорю Витальевичу.
Проживал в Киеве, где и скончался 27 ноября 2000 года. Похоронен в Киеве на городском кладбище «Берковцы».

## Память
В посёлке Ставище, где родился Пётр Шило был установлен его бюст и названа улица в его честь. В селе Роскошная, на здании школы где учился Пётр Шило в 2012 году была установлена мемориальная доска.

## Награды
Пётр Андреевич Шило был награждён следующими наградами:
- Медаль «Серп и Молот» (12 марта 1976 — № 17629);
- 3 ордена Ленина (2 июля 1966, 12 марта 1976 — № 424529 и 1989);
- Орден Октябрьской Революции (20 апреля 1971);
- Орден Отечественной войны 2-й степени (11 марта 1985);
- 2 ордена Трудового Красного Знамени (31 марта 1981 и 10 июня 1986);
- Орден «Знак Почёта» (25 июля 1958);
- Медаль «За отвагу» (22 декабря 1966);
- так же ряд прочих медалей;
- Почётная грамота Президиума Верховного Совета УССР.